# Herr, gib uns Mut zum Hören
Herr, gib uns Mut zum Hören ist ein deutsches Kirchenlied. Text und Melodie stammen von Kurt Rommel. Das Lied gehört zur Gattung der Neuen Geistlichen Lieder. Mittlerweile ist es Teil mehrerer Gesangbücher, so des Evangelischen Gesangbuchs (landeskirchliche Eigenteile) und des katholischen Gotteslob (Nr. 448).

## Geschichte
Kurt Rommel schrieb Herr, gib uns Mut zum Hören im Jahr 1963. Das Lied wurde bald in Liederbüchern mit neuem christlichem Liedgut abgedruckt. Zwei Strophen wurden 1975 in das erste Gotteslob aufgenommen (Nr. 521). Im Gotteslob von 2013 sind vier Strophen enthalten (Abschnitt „Glaube, Hoffnung, Liebe – Wort Gottes“). Dort ist das Lied mit einem eingeklammerten ö gekennzeichnet.
Im gemeinsamen Teil des Evangelischen Gesangbuchs von 1993 fehlt das Lied. Es steht jedoch in der Ausgabe für Bayern und Thüringen in einer sechsstrophigen Fassung (Nr. 588) sowie in den Ausgaben für Rheinland, Westfalen und Lippe (Nr. 605) und für die Reformierte Kirche (Nr. 605).
Das Lied ist auch Teil mehrerer Liederbücher, darunter Sammlungen für Jugendliche und ökumenische Liederbücher.

## Text und Melodie
Das Lied besteht in der Gotteslob-Fassung aus vier Strophen mit jeweils vier Zeilen. Sie sind alle nach demselben Schema aufgebaut. Jede erste Zeile beginnt mit „Herr, gib uns Mut“, gefolgt von dem, was Mut braucht: (Zu-)Hören, Dienen, Schweigen, Glauben; und jede zweite Zeile erweitert dieses Thema. In jeder dritten Zeile steht „Wir danken dir“, gefolgt von einem entsprechenden Grund zu danken in der vierten Zeile.
Die Melodie im Vier-Viertel-Takt und in e- bzw. d-moll bleibt nah beim Charakter klassischer Kirchenmelodien und wirkt eher ernst. Synkopen fehlen. Die hohen, gedehnten und zur Dur-Parallele weisenden Töne der dritten Zeile interpretieren wirkungsvoll die Worte „Wir danken dir“.